# Campeonato Europeo de Rugby League División D
El Campeonato Europeo de Rugby League División D es un torneo de rugby league en el que participan selecciones europeas, es regulado por la European Rugby League, el principal ente regulador del deporte en el continente europeo.
Es la cuarta categoría del rugby league europeo debajo del Campeonato Europeo de Rugby League División C.

## Participantes

### 2025
- Alemania
- Noruega
- República Checa

## Campeonatos
| Año  | Torneo       | Campeón      | 2º puesto       | 3º puesto | 4º puesto |
| ---- | ------------ | ------------ | --------------- | --------- | --------- |
| 2021 | Turquía 2021 | Países Bajos | República Checa | Turquía   | Malta     |
| 2025 | Europeo 2025 |              |                 |           |           |

## Posiciones
- Número de veces que los equipos ocuparon cada posición en todas las ediciones.

| Equipo          | Campeón | 2º puesto |
| --------------- | ------- | --------- |
| Países Bajos    | 1       |           |
| República Checa |         | 1         |